# Haruna Babangida
Haruna Babangida es un exfutbolista nigeriano nacido en Kaduna, el 1 de octubre de 1982, nacionalizado español en 2007. Normalmente ocupaba posiciones ofensivas ya fuera como extremo izquierdo o mediocampista. En el fútbol griego los medios de comunicación lo llaman "pithamogonatos", que significa "Piernas Cortas", debido a su baja estatura.[cita requerida] También es conocido por ser el hermano menor de Tijani Babangida. Babangida es el octavo de diez hermanos.

## Trayectoria
Babangida comenzó su carrera a los 13 años cuando fue contratado por Shooting Stars FC después de ser cedido por el AFC Ajax, donde ya triunfaba su hermano mayor. Su talento llamó la atención y fue llevado a las divisiones inferiores del FC Barcelona donde en 1998, a la edad de 15 años, debutó en el equipo B en un partido amistoso contra el AGOVV Apeldoorn, convirtiéndose así en el jugador más joven en la historia del club en debutar. Van Gaal, por aquel entonces director técnico del Barça, reconoció el potencial y talento del nigeriano.
Sin embargo no logró brillar como se esperaba y fue cedido por una temporada al Terrassa CF y luego al Cádiz CF de la segunda división de España, con la intención de que madurara y obtuviera la regularidad que el cuerpo técnico del Barcelona esperaba de él.

### Grecia y Chipre
Después de unos resultados nefastos en España fue contratado por el Olympiacos FC, por 3 temporadas, jugando el primer año una impresionante pretemporada. Llegó a ser compañero del jugador brasileño Rivaldo y del mexicano Nery Castillo. En la temporada regular jugó 25 partidos, once de ellos como titular, realizando jugadas de gran relevancia técnica, pero anotando rara vez. Recordado es un partido de la copa UEFA frente al Lyon, donde anotó un gol a los tres minutos de iniciarse el partido[cita requerida].
En mayo de 2007, finaliza su contrato con el Olympiacos FC y es contratado por Apollon Limassol de Chipre donde, en su debut, anotó dos de los cuatro goles que dieron la victoria a su equipo frente a los tres del AEL Limassol[cita requerida]. En este club destacó por sus goles y asistencias, siendo pieza importante del equipo. Aunque el nivel de competición era inferior al de otras ligas donde ha jugado, le ha servido para tener continuidad, para poder reencontrarse con su juego, y para ser tomado en cuenta en la selección de su país. Tras completar con éxito dos temporadas jugando 44 partidos y anotando en 23 ocasiones, Haruna despertó nuevamente el interés de varios clubes europeos.

### Etapa en Rusia
A mediados de 2009 agentes del club ruso FC Kubán Krasnodar contratan a Babangida por tres temporadas, debido a su gran despegue en la Liga de Chipre. En este equipo jugó catorce partidos y anotó cuatro goles. El recién ascendido club, en ese entonces mencionó que Haruna era una de sus cartas fuertes para permanecer en la liga de honor[cita requerida]. Sin embargo, después de una mala temporada, el equipo deja la división de honor tras perder el partido final 0-3 frente al Rubin Kazan.[cita requerida]

### Etapa por Alemania
Tras acabar su vinculación con el Kuban ruso, llegó con la carta de libertad al Mainz 05 de Alemania con un contrato por tres temporadas, con opción a dos más.[cita requerida]

### Nuevo periplo en la liga neerlandesa
Tras jugar tan solo un partido en toda la temporada debido a una lesión, abandona el club alemán rumbo al Vitesse en el mercado de invierno. La oportunidad se la da otro culé, Chapi Ferrer, que tras tenerle unos días a prueba en la pretemporada del Vitesse en Turquía, decide ficharlo hasta final de temporada.

## Carrera internacional
Su debut con la selección de Nigeria fue frente a Japón el 20 de agosto de 2003, en un partido amistoso que, contra todo pronóstico, perdió por 3-0. En este ámbito también ha tenido altos y bajos, y no se ha logrado afirmar en la alineación titular, siendo sustituido por Julius Aghahowa o Obafemi Martins. Aun así, se le conocen grandes actuaciones por la selección, mayormente en eliminatorias donde figura con cinco tantos.
Los especialistas dicen que ser hermano de Tijani Babangida, quien triunfó tanto en la selección como en Ajax, le han pasado factura: se esperaba mucho de él y finalmente no logró convencer ni a nivel de club ni selección.

## Clubes
| Club                          | País         | Año       |
| ----------------------------- | ------------ | --------- |
| FC Barcelona B                | España       | 1998-2004 |
| Terrassa FC (cedido)          | España       | 2002-2003 |
| Cádiz Club de Fútbol (cedido) | España       | 2004      |
| Metalurg Donetsk              | Ucrania      | 2005      |
| Olympiacos Fútbol Club        | Grecia       | 2005-2007 |
| Apollon Limassol              | Chipre       | 2007-2009 |
| FC Kubán Krasnodar            | Rusia        | 2009      |
| Mainz 05                      | Alemania     | 2010      |
| SBV Vitesse                   | Países Bajos | 2011      |
| Kapfenberger SV               | Austria      | 2012      |
| Mosta FC                      | Malta        | 2015      |